# Проклятие гробницы мумии
«Проклятие гробницы мумии» (англ. The Curse of the Mummy`s Tomb, 1964) — фильм ужасов.

## Сюжет
Команда британских археологов ведет раскопки гробницы мумии, которую финансист экспедиции Кинг (Фред Кларк) хочет выставить на показ. Но на мумии лежит ужасное проклятие, и многие археологи становятся жертвами его. Фараон выбирается по ночам из своего саркофага и убивает, убивает, пока и его не настигает возмездие: убивший его брат ликвидирует мумию.